# 吉布提国徽
吉布提國徽啟用於1977年6月27日。中心圖案矛和盾。左右兩側有隻持刀的手，代表當地的主要民族：阿法爾族和伊薩族。上方有紅色五角星，周圍飾以月桂枝條。